# Hesperiini
Los hesperiinos (Hesperiini) son una tribu de lepidópteros ditrisios de la subfamilia Hesperiinae dentro de la familia Hesperiidae.

## Géneros
- Anatrytone
- Appia
- Arotis
- Asbolis
- Atalopedes
- Atrytone
- Atrytonopsis
- Buzyges
- Caligulana
- Chalcone
- Choranthus
- Conga
- Cravera
- Cyclosma
- Cynea
- Decinea
- Euphyes
- Hansa
- Hesperia
- Holguinia
- Hylephila
- Jongiana
- Libra
- Librita
- Lindra
- Linka
- Metron
- Misius
- Molo
- Neochlodes
- Nyctelius
- Ochlodes
- Oeonus
- Oligoria
- Onespa
- Orthos
- Oxynthes
- Parachoranthus
- Paratrytone
- Phemiades
- Poanes
- Polites
- Pompeius
- Problema
- Propertius
- Pseudocopaeodes
- Pyrrhocalles
- Quasimellana
- Quinta
- Racta
- Serdis
- Stinga
- Thespieus
- Tirynthia
- Tirynthoides
- Vacerra
- Wallengrenia
- Xeniades
- Yvretta